# 茅膏菜科
茅膏菜科（学名：Droseraceae）是石竹目下的一个科，共有三个属，多为食虫性濕生植物，全株植物密生黏性腺毛是其特色。在葉子方面則呈現倒卵狀，花序基生。一般來說，該種植物都生長在季節性溼地，坡地，其中貉藻为水生植物。

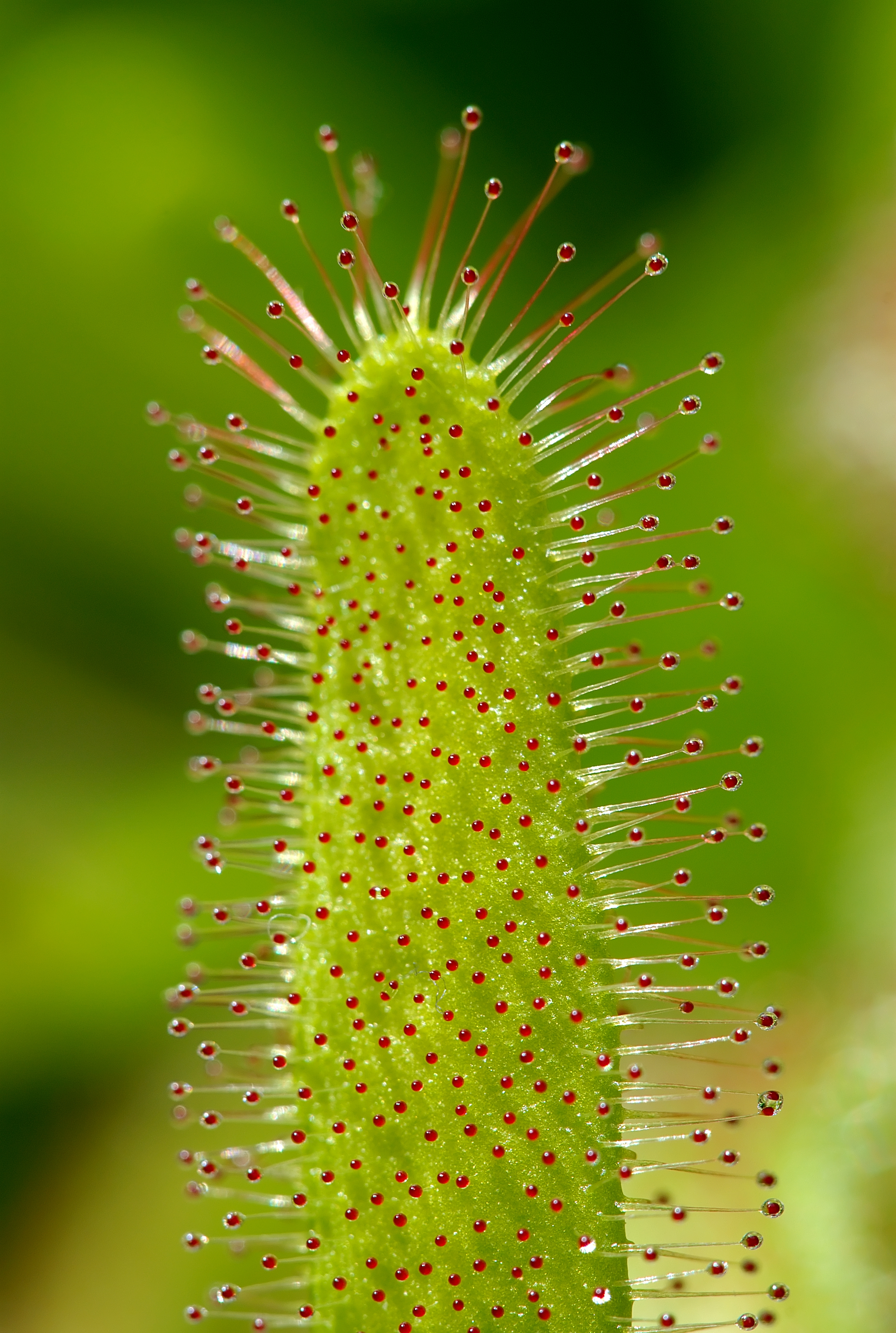
茅膏菜屬的南非茅膏菜
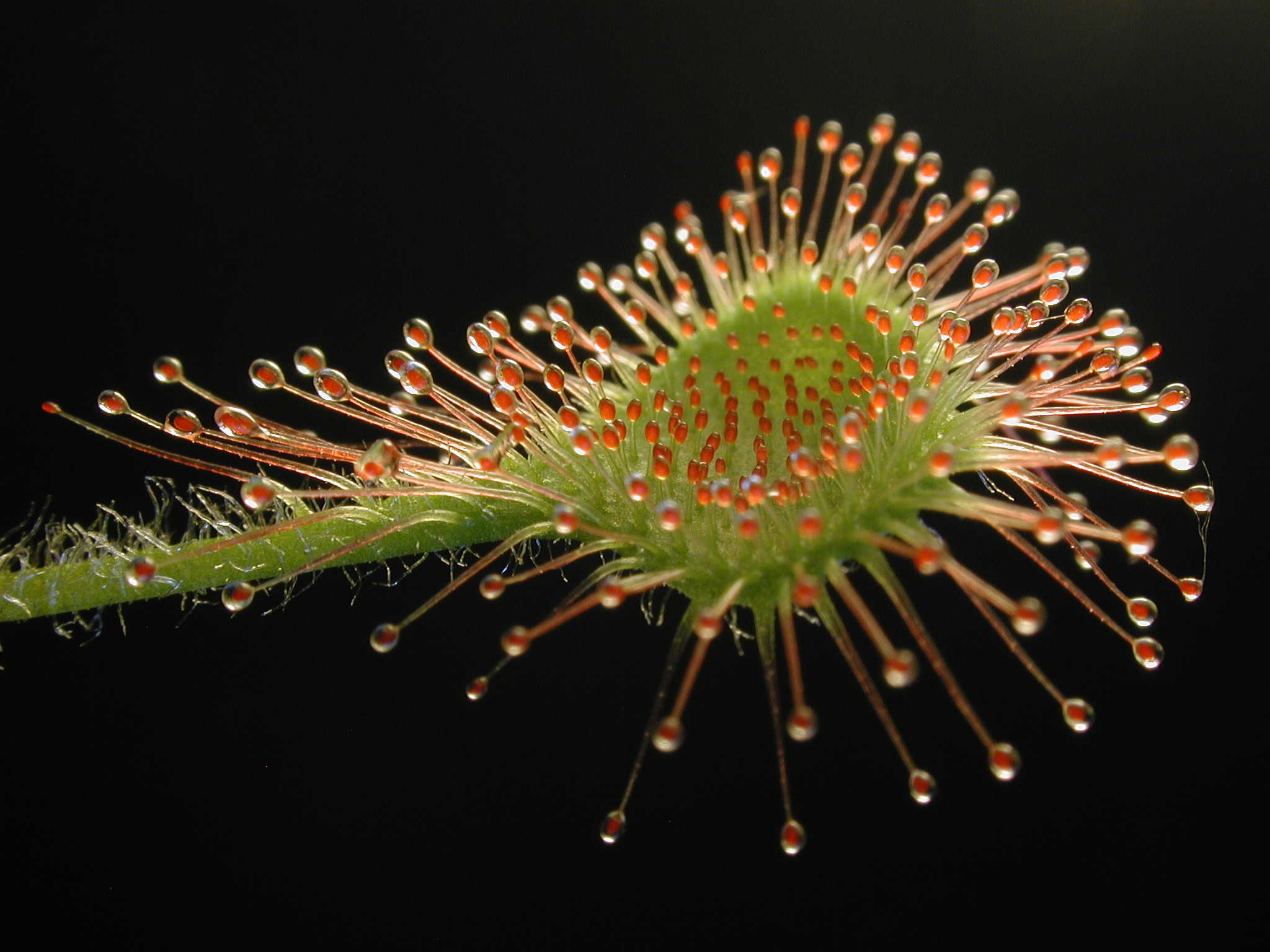
茅膏菜屬的圆叶茅膏菜
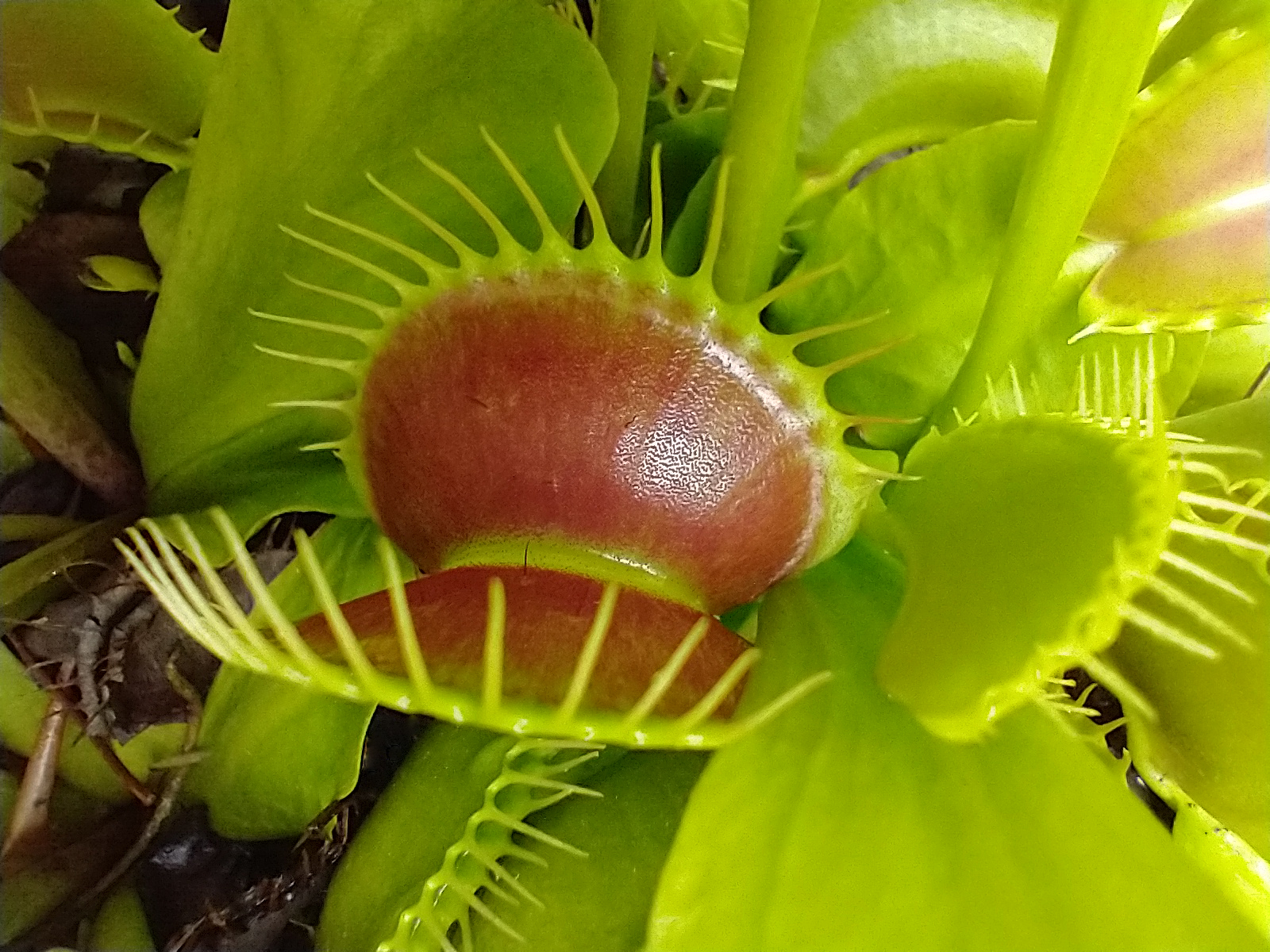
生活在北美洲的捕蝇草